# Калимањаса (Вранча)
Калимањаса (рум. Călimăneasa) насеље је у Румунији у округу Вранча у општини Танасоаја. Oпштина се налази на надморској висини од 183 m.

## Становништво
Према подацима из 2002. године у насељу је живело 267 становника, од којих су сви румунске националности.